# Résolution 1112 du Conseil de sécurité des Nations unies
Membres permanents
- Chine
- États-Unis
- France
- Royaume-Uni
- Russie

Membres non permanents
- Chili
- Corée du Sud
- Costa Rica
- Égypte
- Guinée-Bissau
- Japon
- Kenya
- Pologne
- Portugal
- Suède

Résolution no 1111 Résolution no 1113
La résolution 1112 du Conseil de sécurité des Nations unies, adoptée à l'unanimité le 12 juin 1997, après avoir rappelé les résolutions 1031 (1995) et 1088 (1996), a approuvé la nomination de Carlos Westendorp comme haut représentant international en Bosnie-Herzégovine. 
Rappelant les accords de Dayton, le Conseil de sécurité a exprimé sa satisfaction pour le travail de Carl Bildt en tant que haut représentant et a accepté que Carlos Westendorp, choisi par la Conseil de mise en œuvre de la paix, lui succède. Il a réaffirmé le rôle du haut représentant dans le suivi de la mise en œuvre des accords de Dayton et dans la coordination des activités des organisations et agences civiles qui œuvraient à la mise en œuvre desdits accords. Enfin, il a également réaffirmé le rôle du haut représentant en tant qu'autorité de dernier ressort en matière d'interprétation de l'annexe 10 sur la mise en œuvre civile des accords de paix.

## Voir également
- Guerre de Bosnie-Herzégovine
- Guerres de Yougoslavie